# Knulp
Knulp est un roman de Hermann Hesse paru en 1915 et narrant trois moments de la vie de Karl Eberhard Knulp, un vagabond volontaire.

## Résumé
Le récit se compose de trois parties. La première, intitulée Printemps, relate la convalescence de Knulp chez son vieux camarade, le mégissier Émile Rothfuss. Il courtise Barbara Flick, une jeune domestique, mais finit par écourter son séjour chez son ami, la femme de ce dernier lui faisant de plus en plus d'avances. Dans Je me souviens de Knulp, raconté par un compagnon d'errance, Knulp livre quelques fragments de sa philosophie de vie. Les derniers jours de Knulp, atteint de la tuberculose, sont racontés dans La Fin. Il passe quelques jours chez son ancien condisciple, le docteur Machold qui tente de l'envoyer dans un hôpital. Knulp parvient à déjouer les plans de son ami et poursuit quelques semaines sa vie errante. À la fin du récit, faisant le bilan de sa vie, il dialogue avec Dieu avant de s'endormir apaisé dans la neige.

## Analyse
Avec Knulp, Hermann Hesse abandonne le roman traditionnel pour le récit de style allégorique, s'inscrivant ainsi dans la lignée des romantiques allemands.

## Traductions françaises
- Knulp (trad. Geneviève Maury), Montrouge, Théo et Florence Schmied, 1949, p. 197
- Knulp (trad. Hervé du Cheyron de Beaumont), Paris, Calmann-Lévy, coll. « Traduit de… », 1972, p. 189